# Berezil
Berezil (en ukrainien : Березіль) est un journal littéraire, artistique et social ukrainien publié à partir de 1956, chaque trimestre à Kharkiv en ukrainien.

## L'histoire
Il a été créé sous le nom Le Drapeau (Прапор) en 1956 pour prendre le nom Berezil en 1991.
Il a publié des poètes comme Maxime Rylski, Volodimir Sossioura, Ihor Mouratov, Lina Kostenko, Dmytro Pavlytchko, Pavlo Zahrebelnyï, Valéri Chevtchouk ou Volodimir Iavorivskiy.
Une partie plus sociale et sociétale avec la publication de l' Histoire de l'Ukraine de Dmytro Dorochenko et celle de Dmytro Bahalii. La publication ou re-publication dans une catégorie histoire oubliée des auteurs comme Lessia Oukraïnka avec Goyarina et de Volodymyr Vynnytchenko ou Ivan Bagriany, Emma Andiyevska auteurs en disgrâce ou persécutes lors de l'ère soviétique.